# Mehner Bach
Der Mehner Bach, auch als Obermehner Mühlenbach oder einfach Mühlenbach bezeichnet, ist ein 9,0 Kilometer langer Bach, der im Wesentlichen durch die ostwestfälische Stadt Lübbecke, aber auch durch die Stadt Preußisch Oldendorf fließt. Er bildete eine Längsachse der ehemaligen Gemeinde Blasheim, an der sich die Höfe und Mühlen des Mehner Dorfes befinden.

## Verlauf

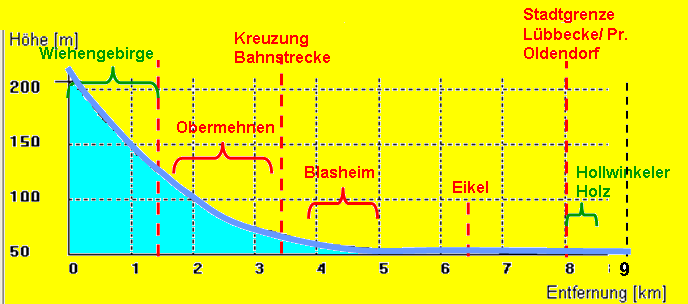
Gefälle und Verlauf des Mehner Baches

Das Quellgebiet des Mehner Baches besteht aus zwei Bachläufen und liegt im Wiehengebirge. Der östliche Bachlauf entspringt unweit des Gipfels der Kahlen Wart nahe der Grenze zur Gemeinde Hüllhorst, ein westlicher in einem Bereich, der Gerliethe genannt wird. Beide Quellbäche vereinigen sich 300 Meter südlich der Ortschaft Obermehnen.
Der Mehner Bach fließt allgemein nordnordwestlich weiter durch das Lübbecker Lößland, durch die beiden namensgebenden Orte Obermehnen und Untermehnen, dann durch Blasheim und Eikel und schließlich durch das Hollwinkeler Holz. Mit den Eintritt in genanntes Waldgebiet verlässt der Bach das Lübbecker Stadtgebiet und fließt für rund 700 Meter durch das Gebiet der Stadt Preußisch Oldendorf, um dann unweit der Ortschaft Hedem in die Große Aue zu münden.

## Sonstiges
Unmittelbar südwestlich des Hollwinkeler Holzes bildet der Bach auf rund 50 Meter Länge die Grenze zwischen Lübbecke und Preußisch Oldendorf.
Das Einzugsgebiet umfasst auch einen kleinen Teil der Gemeinde Hüllhorst, da im Bereich des Quellgebietes die Grenze der Kommunen Hüllhorst und Lübbecke etwas nördlich der Wasserscheide liegt.
Die Quelle des Mehner Baches befindet sich nur rund 300 Meter von der auf der gegenüberliegenden Kammseite liegenden Quelle des Rehmerloh-Mennighüffer Mühlenbaches entfernt.